# Faramea cardonae
Faramea cardonae är en måreväxtart som beskrevs av Paul Carpenter Standley och Julian Alfred Steyermark. Faramea cardonae ingår i släktet Faramea och familjen måreväxter. Inga underarter finns listade i Catalogue of Life.